# Eulie Chowdhury
Urmila Eulie Chowdhury (ur. 1923 w Shahjehanpur, zm. 20 września 1995) – indyjska architekt, nauczycielka i pisarka
Była pierwszą architektką w Indiach. Historycy uważają, że była pierwszą architektką w Azji.

## Życiorys
Urmila Eulie Chowdhury urodziła się w 1923 w Shahjehanpur w Uttar Pradesh, Indie Brytyjskie. Miała ojca dyplomatę i dzięki temu jeździła po całym świecie. Ukończyła architekturę na University of Sydney w 1947 roku, a wcześniej zdobyła certyfikat Cambridge School od Windsor House School w Japonii. Uczyła się gry na fortepianie i śpiewu w Julian Ashborn School of Art w Sydney, Australia. Uzyskała też dyplom z ceramiki w Englewood, New Jersey, USA. W młodości przez krótki czas przebywała w Stanach Zjednoczonych, a wróciła do Indii w 1951 roku.
W latach 1956–1963 pełniła funkcję dyrektorki Szkoły Planowania i Architektury w Nowym Delhi. W 1983 założyła Alliance Française de Chandigarh. Eulie Chowdhury napisała książkę o wspomnieniach Le Corbusiera pod tytułem „Te były dni” i przetłumaczyła książkę Le Corbusiera „Trzy ludzkie establishmenty” z francuskiego na angielski. Była stałym współpracownikiem wielu międzynarodowych magazynów architektonicznych, takich jak Progressive Architecture, Architectural Design i Casabella.
Pracowała z Pierre’em Jeanneret nad projektami domów ministrów i wielu instytucji edukacyjnych w Czandigarh.

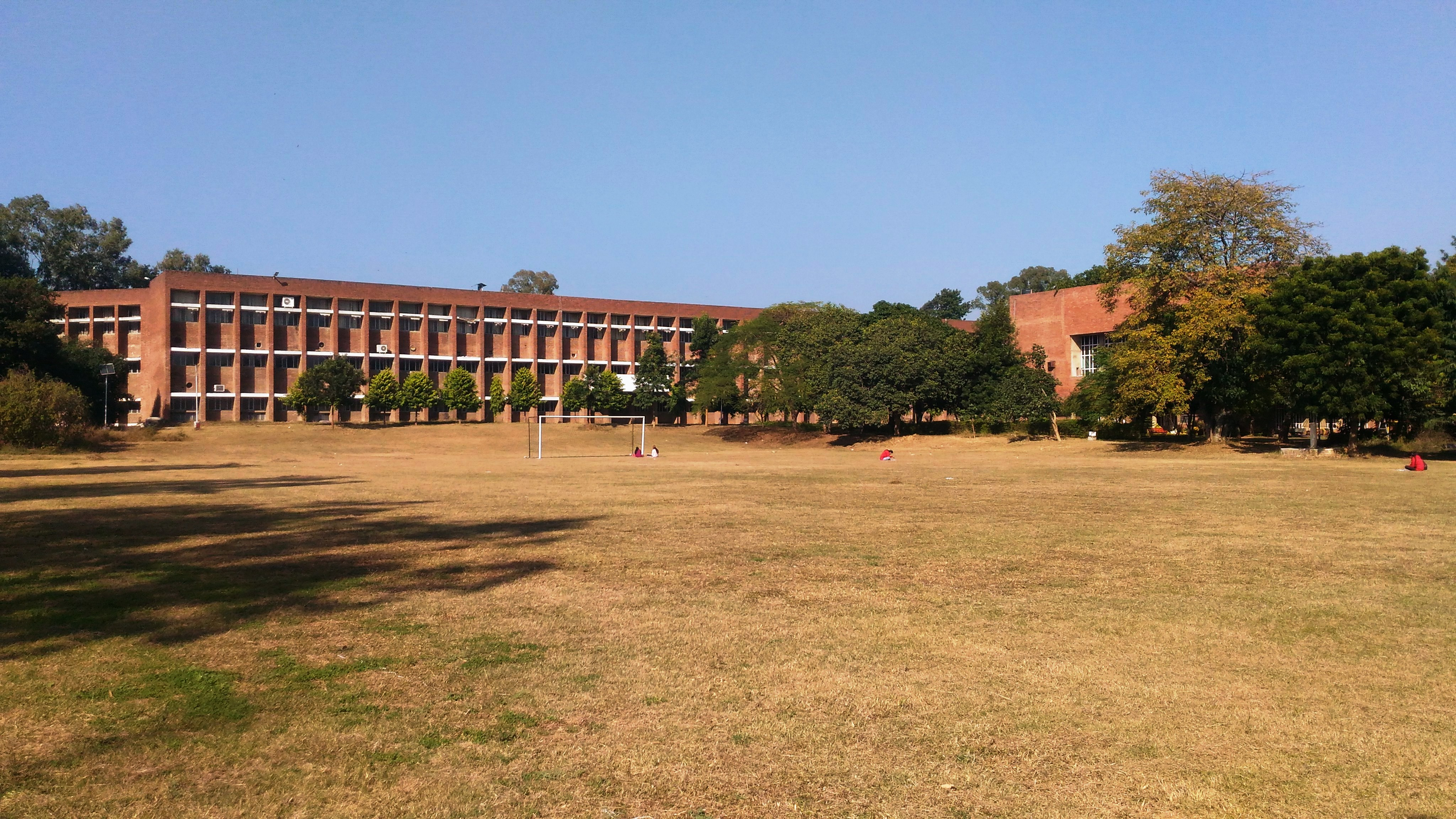
Government Home Science budynek stworzony przez Eulie Chowdhury

Następnie, w połowie lat sześćdziesiątych, kiedy Le Corbusier i Pierre Jeanneret opuścili Czandigarh, Eulie Chowdhury zaprojektowała tam wiele budynków; wśród nich wyróżnia się Rządowe Politechniki dla Kobiet. Przeszła na emeryturę w 1981.

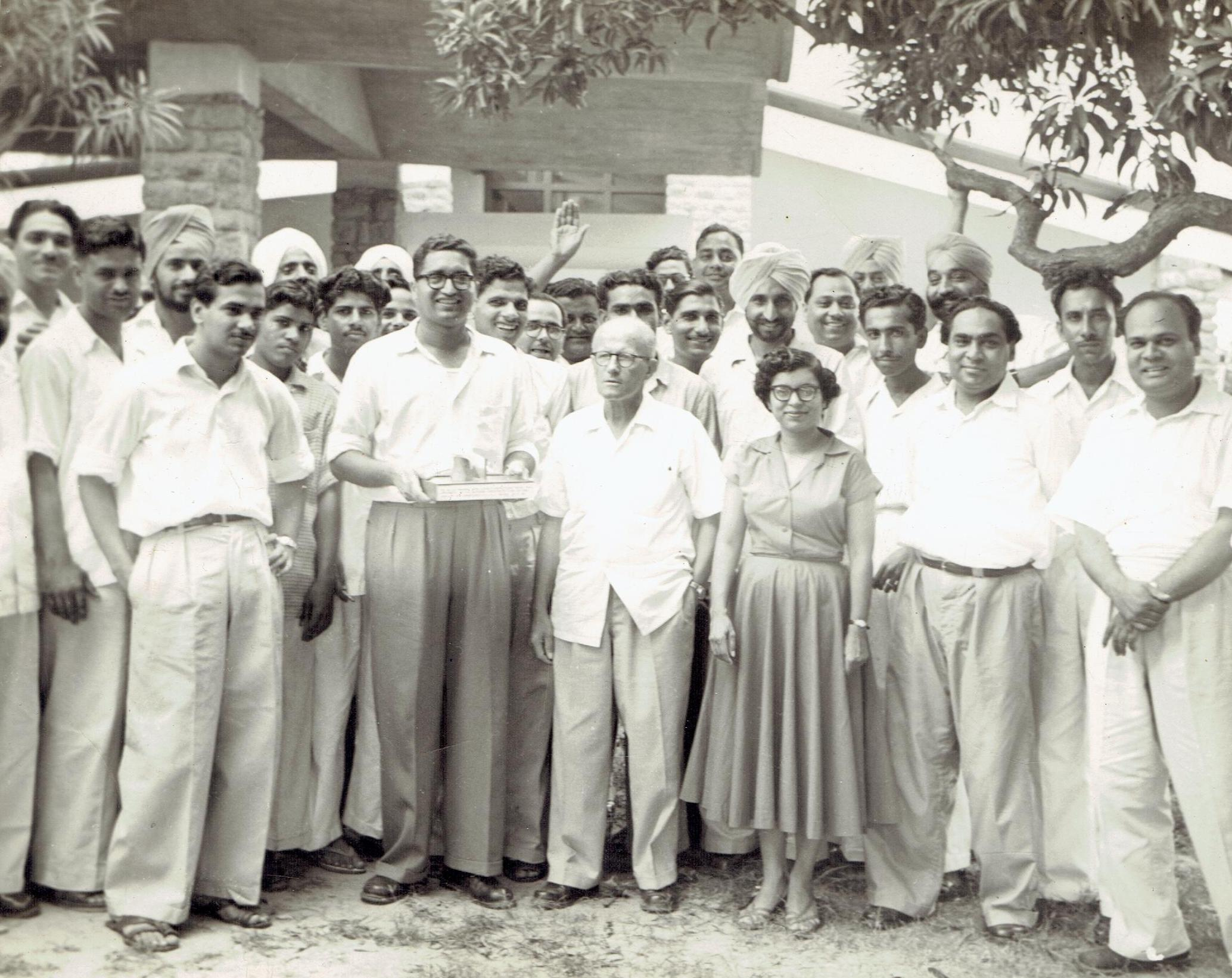
Urmila Eulie Chowdhury z Pierre Jeanneret i innymi kolegami z Chandigarh Capital Project.

Zmarła 20 września 1995 w wieku 72 lat.